# Hemitrichia
Гемітріхія (Hemitrichia) — рід слизовиків родини Trichiaceae. Назва вперше опублікована 1873 року.

## Поширення та середовище існування
Більшість видів можна зустріти на гнилих або мертвих колодах у низинних лісах. Види виявлені на чотирьох основних земних масивах: Азії, Європі, Північній та Південній Америці. З 26 визнаних видів 13 виявлені в Неотропічному регіоні.

## Галерея

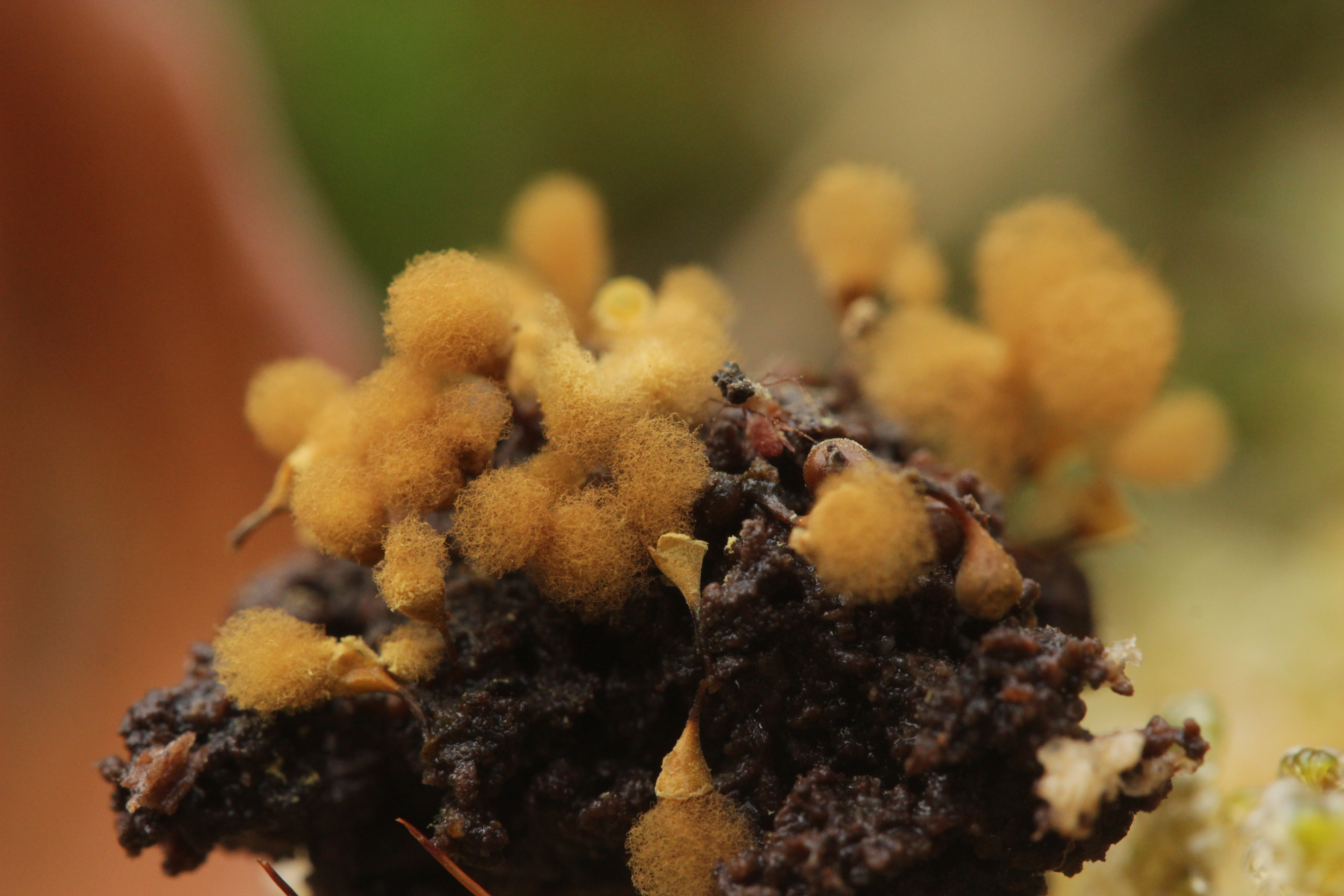
Hemitrichia calyculata
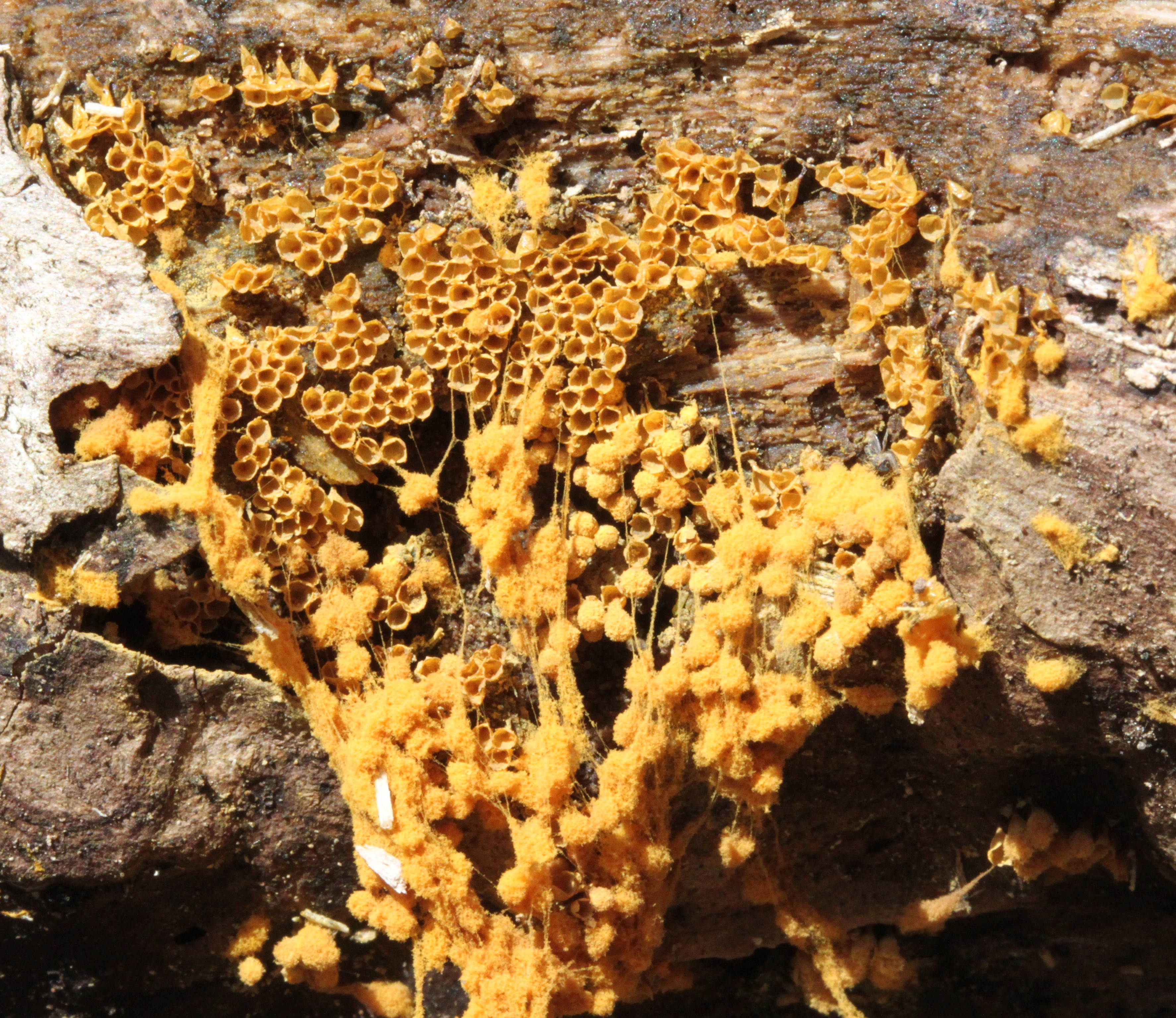
Hemitrichia clavata
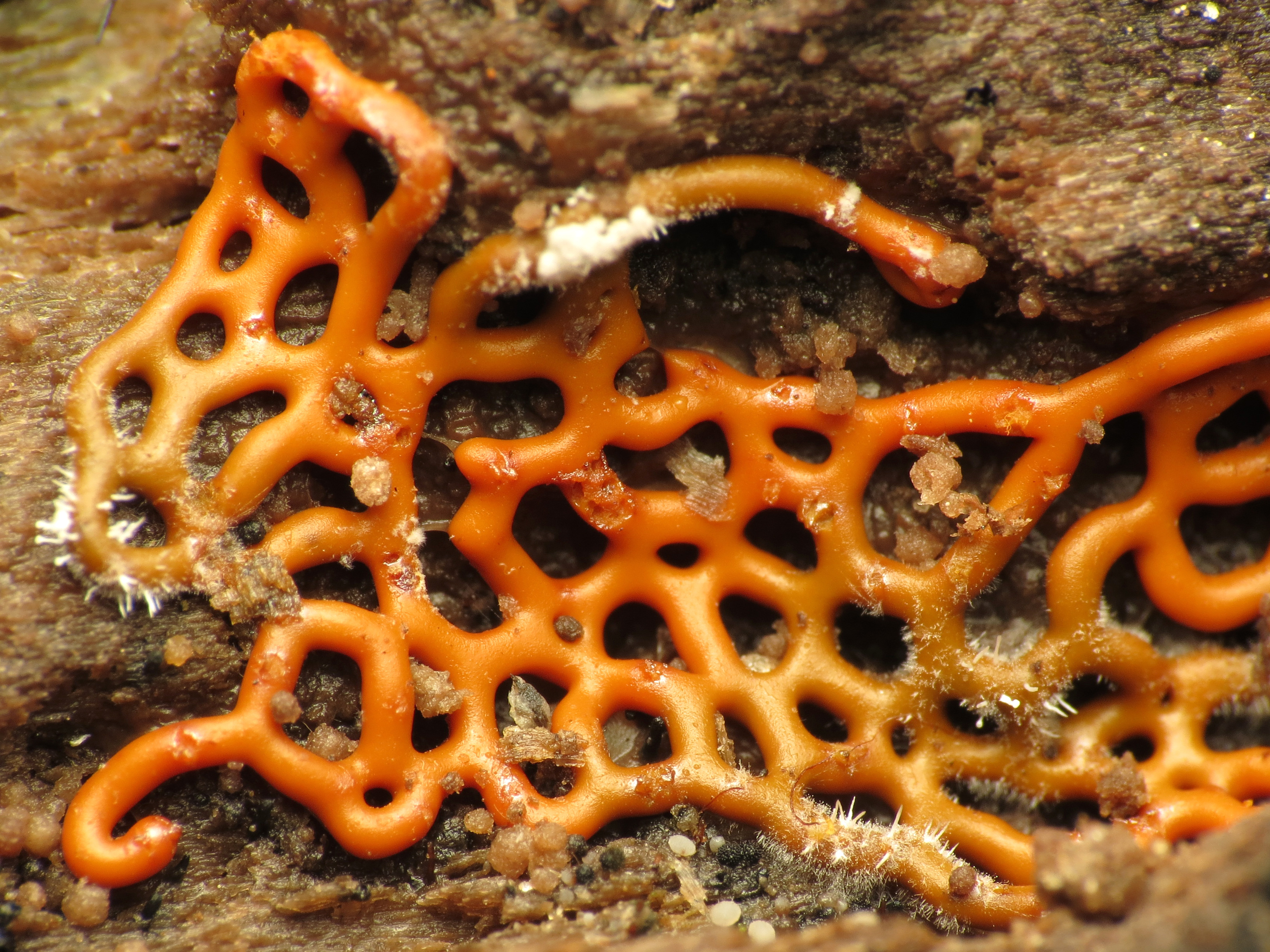
Hemitrichia serpula